# 벤즈아마이드
벤즈아마이드(영어: benzamide)는 화학식이 C7H7NO인 유기 화합물이다. 이는 벤조산의 가장 간단한 아마이드 유도체이다. 가루 형태로는 흰색 고체가 나타나고, 결정 형태로는 무색의 결정으로 나타난다. 벤조아마이드는 물에는 약간 녹고, 많은 유기 용매에 녹는다. 벤즈아마이드는 베르베리스 프루이노사(Berberis pruinosa)라는 허브에서 발견되는 천연 알칼로이드이다.

## 화학적 유도체
다음의 화합물들을 포함한 다수의 치환된 벤즈아마이드는 상업용 약물이다.
진통제
- 에텐자마이드
- 살리실아마이드

항우울제
- 모클로베마이드

제토제/위장운동촉진제
- 알리자프라이드
- 바타노프라이드
- 브로모프라이드
- 시니타프라이드
- 시사프라이드
- 클레보프라이드
- 다조프라이드
- 이토프라이드
- 메클로프라마이드
- 모사프라이드
- 프루칼로프라이드
- 렌자프라이드
- 트라이메토벤자마이드
- 베랄리프라이드
- 자코프라이드

항정신병제제
- 아자프라이드
- 아미설프라이드
- 레보설프라이드
- 네모나프라이드
- 레목시프라이드
- 설피라이드
- 설토프라이드
- 티아프라이드

아편유사제
- AH-7921
- 브로마돌린
- U-47700
- U-77891

기타
- 3-아미노벤즈아마이드
- 알피로프라이드
- 아미노히푸르산
- 투시디노스타트
- 에티노스타트
- 에티클로프라이드
- 이마티닙
- 모세티노스타트
- 프로카바진
- 라클로프라이드
- 수니피람

## 같이 보기
- ATC 코드 N05AL 벤즈아마이드 계열